# Afshin Peyrovani
Mohammad Ali "Afshin" Peyravani - em persa: افشين پيروانى (Shiraz, 6 de fevereiro de 1970) é um ex-futebolista iraniano, que jogava como defensor.
Disputou a Copa do Mundo de 1998, onde a Seleção Iraniana não passou para a segunda fase.